# Albershausen
Albershausen è un comune tedesco di 4 339 abitanti, situato nel land del Baden-Württemberg.